# Enon
Enon — американская инди-рок-группа, образованная в 1999 году в Нью-Йорке. Музыка коллектива относится к направлениям: инди-рок, альтернативный рок. Сейчас в составе группы — Джон Schmersal (вокал и гитара), Токо Ясуда (бас, гитара) и Мэтт Шульц (ударные).

## Дискография

### Студийные альбомы
- 1998 Long Play
- 1999 Believo!
- 2002 High Society
- 2003 Hocus Pocus
- 2004 Onhold
- 2005 Lost Marbles and Exploded Evidence (compilation album + DVD set)
- 2007 Grass Geysers...Carbon Clouds

### 7''
- 1998 «Fly South»
- 1999 «Motor Cross»
- 2001 «Listen (While You Talk)»
- 2001 «Marbles Explode»
- 2001 «The Nightmare Of Atomic Men»
- 2002 Enon [Self-Titled]
- 2002 «Drowning Appointment»
- 2003 «In This City»
- 2003 «Evidence»
- 2003 «Because Of You»
- 2003 «Starcastic»
- 2008 «Little Ghost / Swab The Deck»